# Liste der Naturdenkmäler im Bezirk Sankt Pölten-Land
Die Liste der Naturdenkmäler im Bezirk St. Pölten enthält die Naturdenkmäler im Bezirk St. Pölten.

## Naturdenkmäler
| Foto |                 | Name                                                     | ID     | Standort | Beschreibung | Fläche  | Datum      |
| ---- | --------------- | -------------------------------------------------------- | ------ | --- | --- | ------- | ---------- |
| 1    | Datei hochladen | 1 Elsbeerbaum                                            | PL-044 | Altlengbach KG: Altlengbach GrStNr: 679/1 Standort                                                                                                  | |         | 25.01.1950 |
| 0 BW | Datei hochladen | 2 Thujen, 1 Fichte, 1 Linde                              | PL-113 | Altlengbach KG: Altlengbach GrStNr: 2516/9 Standort                                                                                                 | |         | 23.05.1979 |
| 1    | Datei hochladen | 6 Winterlinden                                           | PL-057 | Altlengbach KG: Altlengbach GrStNr: 218; 220 Standort                                                                                               | |         | 28.12.1954 |
| 0 BW | Datei hochladen | 1 österr. Schwarzkiefer                                  | PL-094 | Asperhofen KG: Asperhofen GrStNr: 535 Standort | |         | 04.12.1978 |
| 0 BW | Datei hochladen | Halbtrockenrasen östlich von Diesendorf – „Stöckl-Wiese“ | PL-156 | Asperhofen KG: Diesendorf GrStNr: 499; 500; 685 Standort                                                                                            | |         | 21.12.1993 |
| 0 BW | Datei hochladen | 2 Rosskastanienbäume                                     | PL-132 | Asperhofen KG: Grabensee GrStNr: 489 Standort | |         | 27.11.1984 |
| 0 BW | Datei hochladen | Naturhecke                                               | PL-147 | Asperhofen KG: Grabensee GrStNr: 104 Standort | |         | 15.01.1990 |
| 0 BW | Datei hochladen | 1 Linde (Schubertlinde) und 1 Gedenkstein                | PL-127 | Asperhofen KG: Johannesberg GrStNr: 131 Standort | |         | 31.08.1981 |
| 1    | Datei hochladen | ehemaliger Kronbergmühle-Mühlbach, Gerinnegraben         | PL-141 | Böheimkirchen KG: Böheimkirchen GrStNr: 920/1 Standort                                                                                              | |         |            |
| 1    | Datei hochladen | Rosskastanienallee                                       | PL-123 | Böheimkirchen KG: Jeutendorf GrStNr: 97/1 Standort                                                                                                  | |         | 08.09.1981 |
| 0    | Datei hochladen | 1 Blutbuche, 1 Platane                                   | PL-131 | Böheimkirchen KG: Untergrafendorf GrStNr: 127/1;127/2                                                                                               | |         | 09.11.1984 |
| 0 BW | Datei hochladen | 1 Fichte                                                 | PL-098 | Brand-Laaben KG: Gern GrStNr: .8 Standort | |         | 20.02.1979 |
| 0 BW | Datei hochladen | 1 Eibe, 1 Linde                                          | PL-099 | Brand-Laaben KG: Laaben GrStNr: 70/1 Standort | |         | 20.02.1979 |
| 0 BW | Datei hochladen | 1 Sommerlinde                                            | PL-107 | Brand-Laaben KG: Laaben GrStNr: 14 Standort | |         | 04.12.1978 |
| 0 BW | Datei hochladen | 1 Sommerlinde                                            | PL-111 | Brand-Laaben KG: Pyrath GrStNr: 161/1 Standort | |         | 20.02.1979 |
| 0 BW | Datei hochladen | 1 Sommerlinde                                            | PL-114 | Brand-Laaben KG: Pyrath GrStNr: 320 Standort | |         | 04.12.1978 |
| 0 BW | Datei hochladen | Eibenbestände                                            | PL-077 | Brand-Laaben KG: Stollberg GrStNr: 50/1; 50/2; 56/1; 56/2 Standort                                                                                  | |         | 15.06.1957 |
| 1    | Datei hochladen | 1 Blutbuche                                              | PL-126 | Eichgraben KG: Eichgraben GrStNr: 1036 Standort | |         | 27.10.1981 |
| 1    | Datei hochladen | 1 Eiche (Annenhof-Eiche)                                 | PL-155 | Eichgraben KG: Eichgraben GrStNr: 822 Standort | |         | 09.03.1993 |
| 1    | Datei hochladen | 1 Gelbkiefer                                             | PL-124 | Eichgraben KG: Eichgraben GrStNr: 1313 Standort | |         | 27.10.1981 |
| 1    | Datei hochladen | 1 Rotbuche                                               | PL-125 | Eichgraben KG: Eichgraben GrStNr: 1008/1 Standort                                                                                                   | um den Jahreswechsel 2024/2025 umgestürzt |         | 27.10.1981 |
| 1    | Datei hochladen | Annenhofallee                                            | PL-128 | Eichgraben KG: Eichgraben GrStNr: 408/12 Standort                                                                                                   | |         | 15.02.1982 |
| 0 BW | Datei hochladen | 3 Rotbuchen                                              | PL-106 | Eichgraben KG: Eichgraben GrStNr: 1477 Standort | |         | 22.11.1982 |
| 0 BW | Datei hochladen | Mammutbaum                                               | PL-167 | Eichgraben KG: Eichgraben GrStNr: 2319 Standort | | 0,98 ha | 20.06.2018 |
| 0 BW | Datei hochladen | Gredlhöhle (Gredllur)                                    | PL-153 | Frankenfels KG: Frankenfels GrStNr: 2047; 2067/1; 2067/2; 2067/3; 2067/4; 2067/5; 2029; 2045/1; 2045/2 Standort                                     | Die Gredlhöhle (Katasternummer 1836/9, auch Gredllur, Gretllucke) ist eine 129 m (Stand 2000) lange Tropfsteinhöhle im Opponitzer Kalk. Sie wird durch einen 18 m tiefen Schacht erschlossen, der in die Eingangshalle führt, an die die versperrte und tropfsteingeschmückte Isirhalle anschließt. Die Höhle wurde 1926 als Schauhöhle eröffnet, die verfallenen Holzstiegen sind im Schacht noch sichtbar. |         | 16.07.1942 |
| 1    | Datei hochladen | Nixhöhle                                                 | PL-038 | Frankenfels KG: Frankenfels GrStNr: 3010/1; 160/1 Standort                                                                                          | → Hauptartikel : Nixhöhle f1 |         | 14.09.1959 |
| 0 BW | Datei hochladen | 1 Dirndlbaum                                             | WU-006 | Gablitz KG: Gablitz GrStNr: 117/2 Standort | |         |            |
| 1    | Datei hochladen | 1 Sommerlinde                                            | PL-158 | Haunoldstein KG: Groß Sierning GrStNr: 195 Standort                                                                                                 | |         | 05.12.1995 |
| 1    | Datei hochladen | 1 Maulbeerbaum                                           | PL-116 | Herzogenburg KG: Gutenbrunn GrStNr: 562 Standort | |         | 15.09.1980 |
| 1    | Datei hochladen | 1 Sommerlinde                                            | PL-108 | Herzogenburg KG: Gutenbrunn GrStNr: 707/1 Standort                                                                                                  | Kaiserlinde, im Naturschutzbescheid von 1979 fälschlicherweise als Sommerlinde bezeichnet, tatsächlich eine Winterlinde |         | 03.01.1979 |
| 1    | Datei hochladen | 1 Stieleiche                                             | PL-102 | Herzogenburg KG: Gutenbrunn GrStNr: 620 Standort | |         | 04.12.1978 |
| 0 BW | Datei hochladen | Altarm der Perschling                                    | PL-135 | Kapelln KG: Killing GrStNr: 682 Standort | |         | 16.08.1985 |
| 0 BW | Datei hochladen | Altarm d. Perschling                                     | PL-129 | Kapelln KG: Rassing GrStNr: 868/1 Standort | |         | 01.02.1982 |
| 1    | Datei hochladen | Schlosspark Thalheim                                     | PL-101 | Kapelln KG: Thalheim GrStNr: 15 Standort | |         | 04.12.1978 |
| 0 BW | Datei hochladen | 2 Sommerlinden                                           | PL-055 | Kapelln KG: Thalheim GrStNr: 12 Standort | |         | 15.12.1952 |
| 1    | Datei hochladen | Hochwiesenbach                                           | PL-136 | Karlstetten KG: Weyersdorf GrStNr: 679; 659; 661; 663; 668; 704; 670; 673; 675; 677; 713; 695; 697; 706; 707; 709; 711; 653; 666; 671; 690 Standort | |         | 27.05.1986 |
| 0 BW | Datei hochladen | 1 Eibe                                                   | PL-010 | Kasten bei Böheimkirchen KG: Lielach GrStNr: .3 Standort                                                                                            | |         | 16.03.1928 |
| 0 BW | Datei hochladen | 1 Eibe                                                   | PL-064 | Kirchberg an der Pielach KG: Kirchberg an der Pielach GrStNr: 4009 Standort                                                                         | |         | 17.10.1955 |
| 0 BW | Datei hochladen | 1 Eibe                                                   | PL-065 | Kirchberg an der Pielach KG: Kirchberg an der Pielach GrStNr: 995/1 Standort                                                                        | |         | 13.10.1955 |
| 0 BW | Datei hochladen | 37 Eiben                                                 | PL-031 | Kirchberg an der Pielach KG: Kirchberg an der Pielach GrStNr: 992/2 Standort                                                                        | |         | 06.12.1963 |
| 1    | Datei hochladen | Baumbestand im Schlosshof und Schlosspark                | PL-091 | Kirchberg an der Pielach KG: Kirchberg an der Pielach GrStNr: 1/7 Standort                                                                          | |         | 08.08.1977 |
| 1    | Datei hochladen | 2 Sommerlinden                                           | PL-097 | Kirchstetten KG: Doppel GrStNr: 75 Standort | |         | 01.02.1979 |
| 1    | Datei hochladen | 2 Kogelbaum = 1 Rotbuche, 1 Zerreiche                    | PL-157 | Kirchstetten KG: Senning GrStNr: 48 Standort | → Hauptartikel : Kogelbaum f1 |         | 16.08.1995 |
| 0 BW | Datei hochladen | 1 Traubeneiche                                           | PL-112 | Kirchstetten KG: Totzenbach GrStNr: 525/1 (alt: 525) Standort                                                                                       | |         | 04.12.1978 |
| 0 BW | Datei hochladen | 3 Eiben                                                  | PL-068 | Loich KG: Loich GrStNr: 491/1 Standort | |         | 12.12.1955 |
| 0 BW | Datei hochladen | 5 Eiben                                                  | PL-067 | Loich KG: Loich GrStNr: 477 Standort | |         | 13.10.1955 |
| 1    | Datei hochladen | 2 Riesenlebensbäume                                      | PL-139 | Maria Anzbach KG: Maria-Anzbach GrStNr: 10/4 Standort                                                                                               | |         | 23.04.1987 |
| 0 BW | Datei hochladen | 3 Stieleichen                                            | PL-150 | Maria Anzbach KG: Maria-Anzbach GrStNr: 458/5 Standort                                                                                              | |         | 12.01.1990 |
| 1    | Datei hochladen | 1 Sommerlinde                                            | PL-052 | Markersdorf-Haindorf KG: Poppendorf GrStNr: 19/1 Standort                                                                                           | |         | 27.10.1951 |
| 0 BW | Datei hochladen | 1 Linde                                                  | WU-030 | Mauerbach KG: Mauerbach GrStNr: 13/2 Standort | |         | 08.05.1934 |
| 1    | Datei hochladen | 1 Winterlinde                                            | WU-031 | Mauerbach KG: Mauerbach GrStNr: 545/5 Standort | |         | 09.05.1934 |
| 0 BW | Datei hochladen | Feuchtbiotop                                             | PL-148 | Neulengbach KG: Markersdorf GrStNr: 325 Standort | |         | 17.01.1990 |
| 1    | Datei hochladen | Dangelmannallee                                          | PL-032 | Neulengbach KG: Neulengbach GrStNr: 1/1; 1/2; 1/3 Standort                                                                                          | Anmerkung: Benennungsfehler - die Verkehrsfläche heißt lt. NÖ-Atlas Danckelmannallee |         | 20.06.1967 |
| 1    | Datei hochladen | Schlosspark Neulengbach                                  | PL-092 | Neulengbach KG: Neulengbach GrStNr: 152/1; 152/6; 152/7 Standort                                                                                    | |         | 08.08.1977 |
| 1    | Datei hochladen | 1 Winterlinde                                            | PL-086 | Neulengbach KG: Ollersbach GrStNr: 323 Standort | |         | 15.01.1976 |
| 1    | Datei hochladen | Baumgruppe (1 Mammutbaum, 2 Eiben)                       | PL-149 | Neulengbach KG: Neulengbach GrStNr: 159/1 Standort                                                                                                  | Anmerkung: ursprünglich gehörte noch eine dritte Eibe zum Naturdenkmal |         | 17.01.1990 |
| 0 BW | Datei hochladen | 1 Eibe                                                   | PL-021 | Neustift-Innermanzing KG: Neustift-Innermanzing GrStNr: 668/40 Standort                                                                             | |         | 05.05.1932 |
| 0 BW | Datei hochladen | 1 Eiche                                                  | PL-140 | Neustift-Innermanzing KG: Neustift-Innermanzing GrStNr: 633 Standort                                                                                | |         | 21.03.1988 |
| 0 BW | Datei hochladen | 2 Linden                                                 | PL-133 | Neustift-Innermanzing KG: Neustift-Innermanzing GrStNr: 1267/1; 1295/5 Standort                                                                     | |         | 09.10.1985 |
| 1    | Datei hochladen | 1 Stieleiche „Kaisereiche“                               | PL-144 | Neustift-Innermanzing KG: Neustift-Innermanzing GrStNr: .90/2 Standort                                                                              | Die Eiche wurde 1908 zum 60. Regierungsjubiläum von Kaiser Franz Joseph I. gepflanzt und wies 1988 eine Höhe von 20 Metern und einen Stammumfang von 3,5 Metern auf. |         | 25.10.1988 |
| 1    | Datei hochladen | 1 Stieleiche                                             | PL-083 | Ober-Grafendorf KG: Baumgarten bei Grafendorf GrStNr: 214/6 Standort                                                                                | |         | 16.05.1972 |
| 1    | Datei hochladen | 1 Platane                                                | PL-017 | Ober-Grafendorf KG: Fridau GrStNr: 119/6 Standort                                                                                                   | |         | 23.01.1963 |
| 1    | Datei hochladen | 1 Weißkiefer                                             | PL-103 | Perschling KG: Perschling GrStNr: 74 Standort | |         | 04.12.1978 |
| 1    | Datei hochladen | Alte Perschling bei Langmannersdorf                      | PL-154 | Perschling KG: Langmannersdorf GrStNr: 1748/9; 2083; 2143 Standort                                                                                  | Anmerkung: Bezirksübergreifendes Naturdenkmal, der alte Verlauf der Perschling ist auch in der Tullner Liste (TU-032, unter Atzenbrugg) aufgeführt |         | 29.04.1991 |
| 1    | Datei hochladen | 1 Rotföhre                                               | WU-058 | Pressbaum KG: Pressbaum GrStNr: 377/1 Standort | Aufgrund der beginnenden Bebauung des Gebiets im Ortsteil Haitzawinkel wurden ursprünglich zwei Rotföhren 1959 unter Schutz gestellt, um sie vor der Schlägerung zu bewahren. Heute existiert am Standort nur noch eine der beiden Rotföhren. |         | 01.06.1959 |
| 0 BW | Datei hochladen | Winterlinde                                              | WU-069 | Pressbaum KG: Pressbaum GrStNr: 198/63 Standort | |         | 08.01.1987 |
| 0 BW | Datei hochladen | 3 Sommerlinden                                           | WU-076 | Pressbaum KG: Rekawinkel GrStNr: .25; 139/4; 142/1 Standort                                                                                         | |         | 14.10.1991 |
| 1    | Datei hochladen | 1 Rosskastanie, 3 Eichen                                 | PL-164 | Pyhra KG: Heuberg GrStNr: 243/2, 327/1 Standort | Anmerkung: ursprünglich mit derselben ID getrennt als „2 Eichen“ und „1 Roßkastanie und 1 Eiche“ in der Liste erfasst |         | 01.08.2003 |
| 1    | Datei hochladen | 1 Birnbaum                                               | PL-151 | Pyhra KG: Pyhra GrStNr: 900/2 Standort | Östlicher Baum der Birnbaumgruppe „Adam und Eva“ (zusammen mit PL-152) |         | 13.06.1990 |
| 1    | Datei hochladen | 1 Birnbaum                                               | PL-152 | Pyhra KG: Pyhra GrStNr: 901 Standort | Westlicher Baum der Birnbaumgruppe „Adam und Eva“ (zusammen mit PL-151) |         | 13.06.1990 |
| 0 BW | Datei hochladen | 1 Eibe                                                   | PL-119 | Pyhra KG: Zuleithen GrStNr: 3 Standort | |         | 03.08.1978 |
| 0 BW | Datei hochladen | 3 Eiben                                                  | PL-071 | Rabenstein an der Pielach KG: Rabenstein GrStNr: 533; 526/4 Standort                                                                                | |         | 12.01.1956 |
| 0 BW | Datei hochladen | 42 Eiben                                                 | PL-070 | Rabenstein an der Pielach KG: Rabenstein GrStNr: 2045/1 Standort                                                                                    | |         | 23.12.1955 |
| 0 BW | Datei hochladen | 2 Linden und Bärntallacke                                | PL-163 | Rabenstein an der Pielach KG: Rabenstein, Deutschbach GrStNr: 581/3 Standort                                                                        | |         | 06.09.2001 |
| 1    | Datei hochladen | Trockenes Loch (Naturhöhle)                              | PL-018 | Schwarzenbach an der Pielach KG: Schwarzenbach GrStNr: 1303/4 Standort                                                                              | Das Trockene Loch (Katasternummer 1836/34) ist eine über 4000 m (Stand 2000) lange Höhle im Reiflinger Kalk (liegend) / Wettersteinkalk (hangend). Die Eingangshalle (50 × 15 × 5 m) dient den Pilgern nach Mariazell als Unterschlupf. In den tieferen Schichten ist das Trockene Loch wasserführend, einzelne Höhlenteile sind durch teilweise lange Siphone miteinander verbunden. Das Höhlengerinne tritt als Eitelgrünbach nahe dem Eingang zutage. Durch Fledermausfunde und den unbestätigten Fund des blinden Höhlenlaufkäfers Arctaphaenops ilmingi SCHMID zoologisch bedeutsam. Die Höhle ist zum Schutze der Fledermäuse versperrt. |         |            |
| 1    | Datei hochladen | 1 Sommerlinde, 1 Feldulme                                | PL-088 | St. Margarethen an der Sierning KG: Margarethen GrStNr: 453; 452 Standort                                                                           | |         | 20.08.1976 |
| 0 BW | Datei hochladen | Kornelkirsche „Dirndlbaum Siedl“                         | PL-165 | Stössing KG: Hochstraß GrStNr: 399/2 Standort | |         |            |
| 0 BW | Datei hochladen | 1 Birnbaum-Ortsteichbirne                                | PL-159 | Traismauer KG: Hilpersdorf GrStNr: 362/1 Standort                                                                                                   | |         | 13.01.1998 |
| 1    | Datei hochladen | 1 Winterlinde – „Rotes Türllinde“                        | PL-161 | Traismauer KG: Oberndorf am Gebirge GrStNr: 648 Standort                                                                                            | Nachpflanzung einer schon seit Jahrhunderten dokumentierten Linde beim „Roten Türl“, eine Erinnerung an einen Juden-Pogrom im 14. Jahrhundert |         | 13.01.1998 |
| 1    | Datei hochladen | 1 Stieleiche „Jubiläumseiche“                            | PL-160 | Traismauer KG: Stollhofen GrStNr: 1960/5 Standort                                                                                                   | |         | 13.01.1998 |
| 1    | Datei hochladen | 1 Rosskastanienbaum                                      | PL-016 | Traismauer KG: Traismauer GrStNr: 1/1 Standort | |         | 01.02.1961 |
| 1    | Datei hochladen | Rosskastanie – „Römertor Kastanie“                       | PL-162 | Traismauer KG: Traismauer GrStNr: 1/23 Standort | |         | 13.01.1998 |
| 0    | Datei hochladen | Weinstock (Urform des Grünen Veltliners)                 | PL-166 | Traismauer KG: Traismauer GrStNr: 2/12 | |         | 01.06.2015 |
| 0 BW | Datei hochladen | 2 Hartriegelsträucher                                    | WU-063 | Tullnerbach KG: Tullnerbach GrStNr: 137 Standort | |         | 07.07.1980 |
| 1    | Datei hochladen | 1 Sommerlinde                                            | WU-062 | Tullnerbach KG: Tullnerbach GrStNr: .99/1 Standort                                                                                                  | |         | 22.08.1979 |
| 1    | Datei hochladen | 1 Sommerlinde                                            | PL-046 | Weinburg KG: Klangen GrStNr: .2/3 Standort | |         | 11.12.1950 |
| 0 BW | Datei hochladen | 1 Eibe                                                   | PL-066 | Wilhelmsburg KG: Kreisbach GrStNr: 1020/3 Standort                                                                                                  | |         | 17.10.1955 |
| 0 BW | Datei hochladen | 1 Eibe                                                   | PL-060 | Wilhelmsburg KG: Kreisbach GrStNr: 286/2 Standort                                                                                                   | |         | 07.03.1955 |
| 1    | Datei hochladen | NÖ-Naturdenkmal PL-084 Wintereiche                       | PL-084 | Wilhelmsburg KG: Kreisbach GrStNr: 64 Standort | |         | 06.05.1974 |
| 1    | Datei hochladen | 2 Linden                                                 | PL-059 | Wilhelmsburg KG: Kreisbach GrStNr: 662 Standort | |         | 16.02.1955 |
| 1    | Datei hochladen | 1 Blutbuche                                              | PL-072 | Wilhelmsburg KG: Wilhelmsburg GrStNr: 193/5 Standort                                                                                                | |         | 22.05.1956 |
| 1    | Datei hochladen | 2 Platanen                                               | PL-143 | Wilhelmsburg KG: Wilhelmsburg GrStNr: 660/2 Standort                                                                                                | |         | 06.04.1988 |
| 1    | Datei hochladen | 1 Stieleiche                                             | PL-105 | Wölbling KG: Landersdorf GrStNr: 323 Standort | |         | 04.12.1978 |
| 1    | Datei hochladen | 1 Weißkiefer                                             | PL-096 | Wölbling KG: Oberwölbling GrStNr: 1228 Standort | |         | 04.12.1978 |

## Ehemalige Naturdenkmäler
| Foto |                 | Name                         | ID     | Standort                                                                      | Beschreibung | Fläche | Datum      |
| ---- | --------------- | ---------------------------- | ------ | ----------------------------------------------------------------------------- | --- | ------ | ---------- |
| 0 BW | Datei hochladen | 1 Linde                      | PL-138 | Asperhofen KG: Grabensee GrStNr: 146 Standort                                 | |        | 03.06.1987 |
| 0    | Datei hochladen | 1 Sommerlinde                | PL-121 | Böheimkirchen KG: Furth bei Außerkasten GrStNr: 316                           | |        | 30.07.1979 |
| 0 BW | Datei hochladen | 1 Sommerlinde                | PL-054 | Böheimkirchen KG: Mauterheim GrStNr: 107 Standort                             | |        | 02.12.1952 |
| 0 BW | Datei hochladen | Birnbaumallee                | PL-130 | Böheimkirchen KG: Mauterheim GrStNr: 62 Standort                              | |        | 17.01.2013 |
| 0    | Datei hochladen | 1 Sommerlinde                | PL-100 | Brand-Laaben KG: Stollberg GrStNr: 216/1                                      | |        | 04.12.1978 |
| 0 BW | Datei hochladen | 1 Sommerlinde                | PL-142 | Eichgraben KG: Eichgraben GrStNr: 1279/2 Standort                             | |        | 21.10.1987 |
| 1    | Datei hochladen | 1 Rotbuche                   | PL-080 | Frankenfels KG: Frankenfels GrStNr: 2381/1; 2389/1 Standort                   | Baumruine des aufgelassenen Naturdenkmals Rotbuche, Taschelgraben |        | 06.03.1968 |
| 1    | Datei hochladen | 1 Sommerlinde                | PL-061 | Karlstetten KG: Karlstetten GrStNr: 12/5 Standort                             | Das ehemalige Naturdenkmal Sommerlinde am Schlossplatz in Karlstetten verlor 2009 seinen Schutzstatus und wurde danach gefällt. Die Linde war 300 Jahre alt. Als Erinnerung wurde ein Schaukasten mit einem Stammquerschnitt aufgestellt und der Maibaum kommt seither auf den Platz der alten Linde. (Eine weitere Linde, die sich noch heute am Schlossplatz befindet, ist nicht das Naturdenkmal und steht auch nicht, wie das ehemalige Naturdenkmal, auf Grundstück 12/5, sondern auf Grundstück 12/9.). |        | 21.05.1955 |
| 0    | Datei hochladen | 1 Stieleiche                 | PL-037 | Kirchstetten KG: Kirchstetten GrStNr: 319                                     | |        | 08.01.1942 |
| 0 BW | Datei hochladen | Birnen- (Schul-)Allee        | PL-093 | Kirchstetten KG: Totzenbach GrStNr: 525/1 Standort                            | |        | 12.09.1978 |
| 0    | Datei hochladen | 1 Eiche                      | PL-014 | Loich KG: Loich GrStNr: 987                                                   | |        | 21.11.1933 |
| 0 BW | Datei hochladen | 2 Eiben                      | PL-074 | Neulengbach KG: Neulengbach GrStNr: 159/17; 159/3 Standort                    | |        | 28.01.1957 |
| 0    | Datei hochladen | 1 Stieleiche                 | PL-005 | Neulengbach KG: St. Christophen GrStNr: 1890/4                                | |        | 14.01.1960 |
| 1    | Datei hochladen | 3 Sommerlinden               | PL-039 | Prinzersdorf KG: Prinzersdorf GrStNr: 86 Standort                             | |        | 02.11.1948 |
| 0 BW | Datei hochladen | 2 Sommerlinden               | PL-122 | Pyhra KG: Hummelberg bei Pyhra GrStNr: 58 Standort                            | |        | 04.12.1978 |
| 0    | Datei hochladen | 2 Sommerlinden               | PL-117 | St. Margarethen an der Sierning KG: Saudorf GrStNr: 26                        | |        | 04.12.1978 |
| 0 BW | Datei hochladen | 1 Edelkastanie               | PL-134 | Wilhelmsburg KG: Göblasbruck GrStNr: 325/1 Standort                           | |        | 12.06.1986 |
| 0 BW | Datei hochladen | 2 Sommerlinden               | PL-069 | Wilhelmsburg KG: Kreisbach GrStNr: 91/4 Standort                              | |        | 16.12.1955 |
| 0 BW | Datei hochladen | 3 Sommerlinden               | PL-062 | Wilhelmsburg KG: Kreisbach GrStNr: 144 Standort                               | |        | 20.07.1955 |
| 1    | Datei hochladen | 2 Sommerlinden               | PL-012 | Kirchberg an der Pielach KG: Kirchberg an der Pielach GrStNr: 4533/1 Standort | |        | 13.10.1936 |
| 0 BW | Datei hochladen | 2 Mammutbäume                | PL-090 | Eichgraben KG: Eichgraben GrStNr: 464/2 Standort                              | |        | 18.01.1977 |
| 1    | Datei hochladen | 1 Rosskastanie               | PL-118 | St. Margarethen an der Sierning KG: Margarethen GrStNr: 504 Standort          | |        | 20.02.1979 |
| 0    | Datei hochladen | Mostbirnbaum                 | WU-064 | Tullnerbach KG: Tullnerbach GrStNr: 230/2                                     | |        | 03.07.1980 |
| 0 BW | Datei hochladen | 1 Edelkastanie               | WU-025 | Tullnerbach KG: Tullnerbach GrStNr: 148 Standort                              | Anmerkung: 2018 nicht mehr im NÖ Atlas oder auf der Webseite, Objekt nicht auffindbar |        | 30.11.1960 |
| 0 BW | Datei hochladen | 1 Sommerlinde                | PL-109 | Brand-Laaben KG: Wöllersdorf GrStNr: 7/1 Standort                             | |        | 04.12.1978 |
| 1    | Datei hochladen | 1 Linde                      | PL-082 | Kasten bei Böheimkirchen KG: Baumgarten bei Kasten GrStNr: 16 Standort        | |        | 17.07.1972 |
| 0 BW | Datei hochladen | 1 Winterlinde                | PL-085 | Maria Anzbach KG: Maria-Anzbach GrStNr: 404 Standort                          | |        | 20.06.1974 |
| 1    | Datei hochladen | 1 Linde                      | PL-089 | Ober-Grafendorf KG: Rennersdorf GrStNr: 4/2 Standort                          | |        | 30.12.1976 |
| 1    | Datei hochladen | 2 Föhren in der Pfalzau      | WU-067 | Pressbaum KG: Pressbaum GrStNr: 217/1 Standort                                | Zwei stockende Föhren in der Pfalzau, die aufgrund ihrer Größe unter Schutz gestellt wurden. |        | 04.06.1985 |
| 1    | Datei hochladen | 2 Sommerlinden               | PL-145 | St. Margarethen an der Sierning KG: Linsberg GrStNr: 74 Standort              | |        | 13.02.1989 |
| 1    | Datei hochladen | 1 Linde                      | PL-146 | Weinburg KG: Klangen GrStNr: 45/3 Standort                                    | |        | 28.07.1989 |
| 1    | Datei hochladen | 2 Sommerlinden               | PL-137 | Wilhelmsburg KG: Göblasbruck GrStNr: 1154/5 Standort                          | Zwei ca. 24 Meter hohe Sommerlinden im Ortsteil Göblasbruck. |        | 29.01.1987 |
| 1    | Datei hochladen | 1 Rotbuche „Vierbrüderbuche“ | PL-058 | Wilhelmsburg KG: Kreisbach GrStNr: 664/2 Standort                             | |        | 16.02.1955 |

| Foto:                    | Fotografie des Naturdenkmals. Klicken des Fotos erzeugt eine vergrößerte Ansicht. Daneben finden sich zwei Symbole: \| Weitere Bilder vorhanden \| Das Symbol bedeutet, dass weitere Fotos des Objekts verfügbar sind. Durch Klicken des Symbols werden sie angezeigt. \| \| Eigenes Foto hochladen \| Durch Klicken des Symbols können weitere Fotos des Objekts in das Medienarchiv Wikimedia Commons hochgeladen werden. \| |
| Name:                    | Bezeichnung des Naturdenkmals laut offiziellen Quellen |
| ID                       | Identifikator |
| Standort:                | Es ist die Gemeinde und falls vorhanden die Adresse angegeben. Darunter sind die Katastralgemeinde (KG) und die Grundstücksnummer angeführt. Durch Aufruf des Links Standort wird die Lage des Denkmals in verschiedenen Kartenprojekten angezeigt. |
| Beschreibung             | Kurze Beschreibung des Naturdenkmals |
| Fläche                   | Fläche des Naturdenkmals in Hektar (ha) |
| Datum                    | Datum oder Jahr der Unterschutzstellung |
| Weitere Bilder vorhanden | Das Symbol bedeutet, dass weitere Fotos des Objekts verfügbar sind. Durch Klicken des Symbols werden sie angezeigt. |
| Eigenes Foto hochladen   | Durch Klicken des Symbols können weitere Fotos des Objekts in das Medienarchiv Wikimedia Commons hochgeladen werden. |